# جنبش (ساز زهی)
جُنبش (به ترکی استانبولی: Cümbüş) از سازهای زهی ترکیه است.

## تاریخچه
ساز جُنبش در اواخر قرن بیست توسط علی زین العابدین اختراع شد و در زمان آتاتورک به نام مخترع آن (علی زین العابدین) به ثبت رسید و پس از آن به جای ساز عود کلاسیک که پرهزینه بود روانه بازار شد.

## ساختار
ساختار ساز جُنبش به ترکیبی از ساز عود خاورمیانه و بانجو آمریکایی شباهت دارد. از جهت تنظیم و دو رشته‌ای بودن سیم‌ها به ساز عود شباهت دارد و از جهت ظاهر کاسه آن شبیه به کاسه فلزی بانجواست که موجب تشدید صدا می‌شود.

## هدیه به رضاشاه
در تاریخ پنجم تیر ماه ۱۳۱۳ طی سفر رضا شاه (بنیانگذار سلسله پهلوی) به ترکیه، ساز جُنبش توسط مخترع ساز (علی زین العابدین) در یک مهمانی در حضور آتاتورک به شاه ایران هدیه شده‌است.
علی زین العابدین بدنه ساز جُنبشی که به رضاشاه هدیه داد را با صدف تزئین کرده بود و این ساز که این روزها در کوشک احمدشاهی در معرض دید عموم قرار دارد منقوش به پرچم ایران و ترکیه می‌باشد. علی زین العابدین در پشت ساز هدیه داده شده چنین نوشته‌است: «استانبول، ۲۶ حزیران ۱۹۳۴، در ضمن تشریف فرمایی علاحضرت شهریاری که دل‌ها را مفتون فرموده‌اند این کمترین هدیه (جنبش) نام را که اختراع خود فدوی است تقدیم خاک پاک همایون شاهنشاهی می‌نمایم.»

## نگارخانه

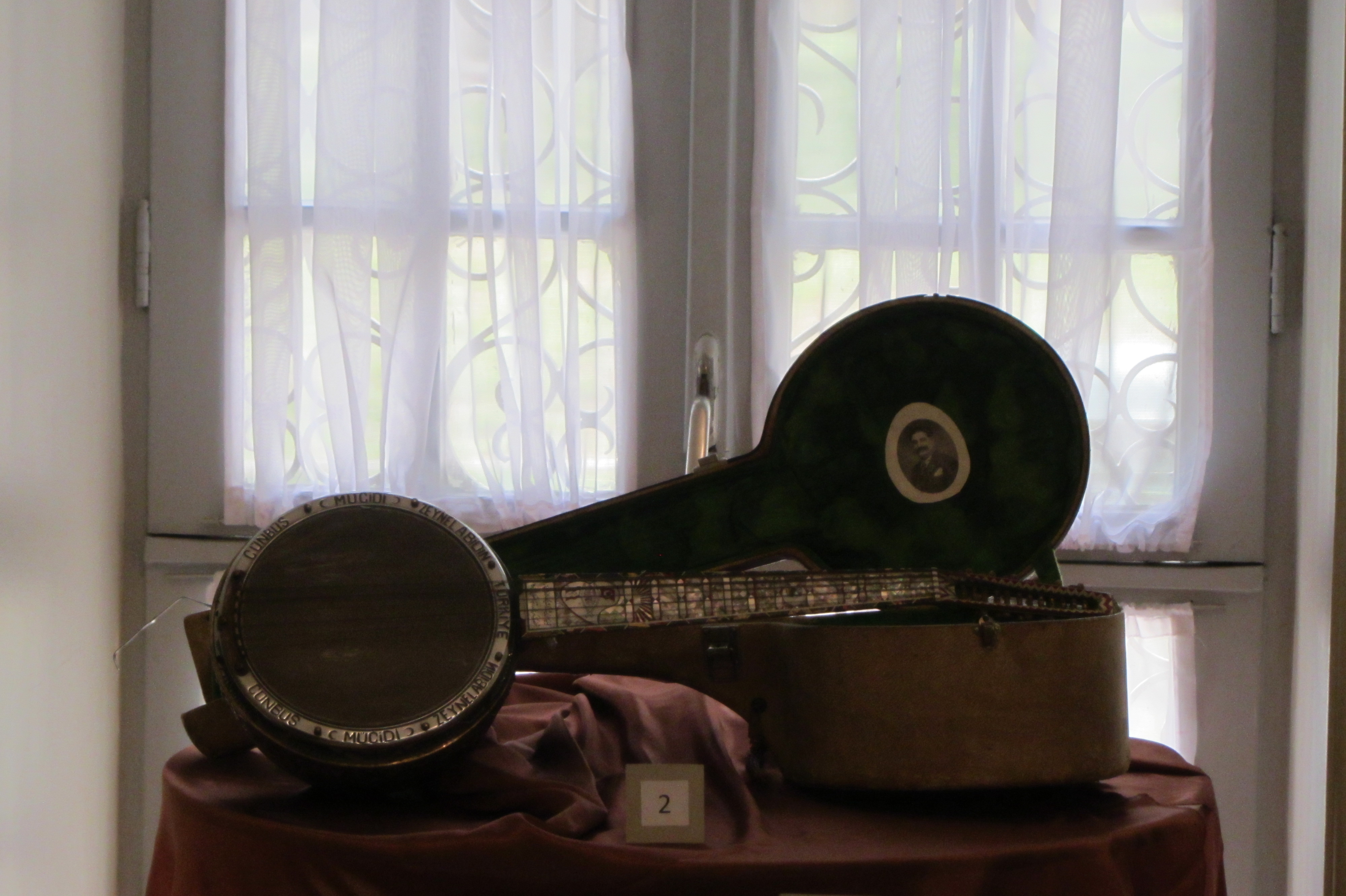
جنبش ساز زهی ترکیه ۵ تیر ۱۳۱۳ در حضور آتاتورک به شاه ایران توسط «علی زین العابدین» سازنده ساز هدیه داده شده‌است
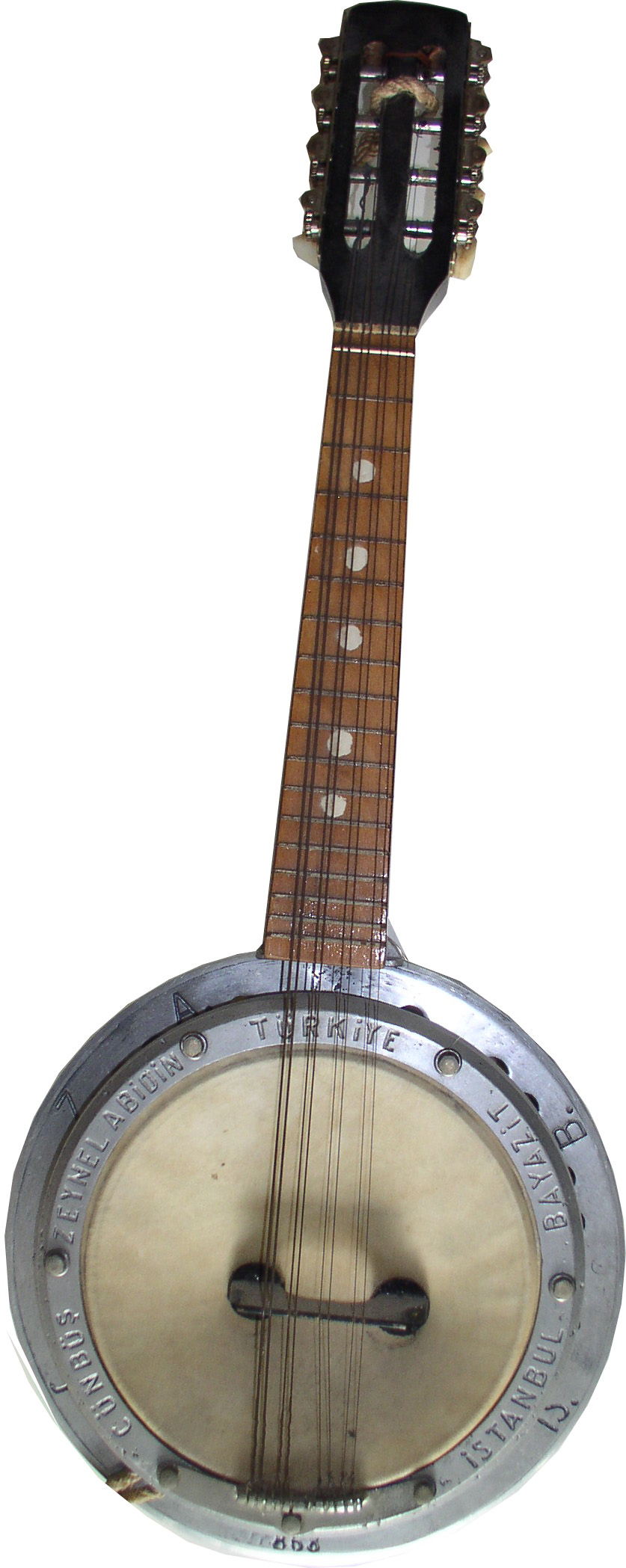
ساز جُنبش
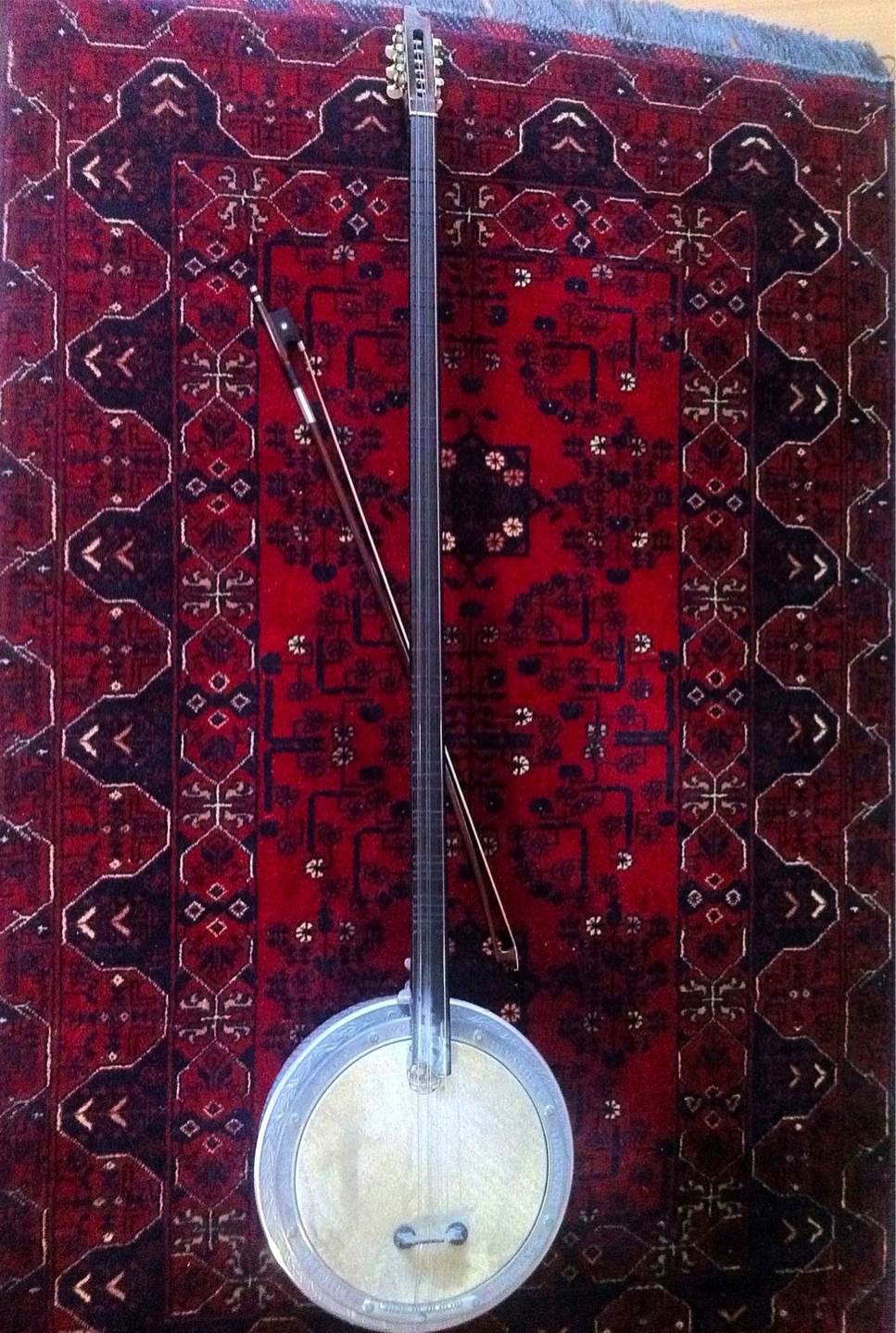